# Cerro Guido
Cerro Guido es un monte de 1298 m s. n. m. ubicado en el extremo sur de Chile, a 105 km al norte de Puerto Natales, en la Región de Magallanes y la Antártica Chilena. El sitio en que se emplaza es conocido por ser uno de los más importantes yacimientos fósiles y paleontológicos en Sudamérica.

## Descripción
El cerro Guido se ubica en la cuenca de Magallanes, dentro de la comuna de Torres del Paine, en el extremo oriental de la sierra Contreras, pequeña cordillera al noreste del lago Sarmiento de Gamboa, al este del parque nacional Torres del Paine, que se emplaza entre los ríos De las Chinas y Baguales. Su cima es la prolongación de una meseta fuertemente inclinada hacia el este, y posee una vegetación típica de estepa patagónica, donde destaca el coirón.
La estancia Cerro Guido, establecida a fines del siglo XIX como parte de la Sociedad Explotadora de Tierra del Fuego, consta de unos 100 mil hectáreas entre el parque nacional Torres del Paine, la pampa argentina y la sierra Baguales.

## Hallazgos
Desde fines del siglo XIX, el cerro Guido ha sido de interés para la investigación geológica y arqueológica. En 1897, el naturalista sueco Per Karl Hjalmar Dusén acompañó al geólogo Otto Nordenskjold recolectando plantas fósiles en el sector, mientras que el geólogo y palentólogo alemán Rudolph Hauthal visitó también la zona del cerro Guido en una de las expediciones de Francisco Pascasio Moreno, recolectando cerca de 320 muestras de plantas fósiles que entregó posteriormente a su colega Federico Kurtz del Museo de La Plata, en Argentina. Actualmente, Cerro Guido es una importante fuente para la investigación sobre la transición biológica a fines del Cretácico, intervalo de activa desaparición de especies conocida como la gran extinción masiva del Cretácico-Paleógeno. El sector Valle de las Chinas almacena un registro fósil de millones de años, donde se han encontrado restos de dinosaurios como hadrosaurios, saurópodos, terópodos y tireóforos, además de reptiles marinos, mamíferos, anfibios, aves y plantas, comprendiendo los últimos 20 millones de años de la era Mesozoica y al menos tres millones de años de la era Cenozoica, siendo un registro continuo único en Chile y muy escaso en todo el hemisferio sur.
Entre las especies animales identificadas en el cerro Guido destacan el Atacamatitan chilensis, el Magallanodon el Orretherium y especímenes de Unenlagiinae. En cuanto a registros paleobotánicos, se han encontrado fósiles de araucarias, nothofagus, equisetáceas, coníferas y palmeras, siendo estas últimas probablemente de las más australes del mundo. El descubrimiento de fósiles de flora antártica hace suponer la existencia de un puente terrestre entre la Antártida y Sudamérica, que habría permitido el libre paso de fauna y flora. Geológicamente, en el complejo Cerro Guido-Las Chinas, asentado sobre la formación Dorotea, es posible observar ambientes marinos profundos correspondientes al Campaniense (de 83 a 72 millones de años), a costeros y continentales con ríos y lagunas, correspondientes al Maastrichtiense (de 72 a 66 millones de años).
En 2007, se descubrió en la cima del cerro Guido el chenque o cementerio indígena más alto encontrado en la Patagonia Austral, encontrándose restos humanos y rastreos de ritos funerarios pertenecientes a la cultura tehuelche.
A partir del año 2020 se encuentra en desarrollo el proyecto "Poblamiento humano de la sierra Baguales: exploración y contextualización de los yacimientos arqueológicos a lo largo del Holoceno en la sección nororiental de Última Esperanza" (FONDECYT 11200331), dirigido por el Dr. Víctor Sierpe de la Universidad de Magallanes, el cual busca mejorar la información sobre la arqueología en la localidad de Cerro Guido y la sierra Baguales.